# نبرد اوننو تایرا

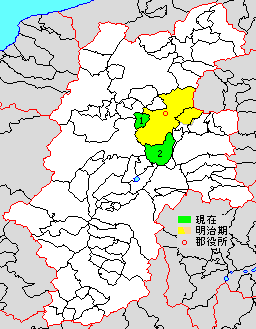
ناحیه چیساگاتا، ناگانو

نبرد اوننو تایرا (به ژاپنی: 海野平の戦い うんのたいらのたたかい)، نبردی که در منطقه چیساگاتا، ناگانو، ولایت شینانو (امروزه شهر اوئدا، ناگانو، استان ناگانو) در ماه دهم از دهمین سال تنبون (۱۵۴۱) در دوره سنگوکو رخ داد.
در دوران تنبون، کای شوگو (فرماندار ولایت کای) تاکدا نوبوتورا، که ولایت کای را متحد کرد، با یک نیروی متحد از بومیان ولایت شینانو که با تاکدا متحد شدند، از جمله موراکامی یوشیکیو و سووا یوریشیگه، به ناحیه چیساگاتا، ناگانو حمله کردند. اوننو مونه‌تسونا   کنترل ناحیه چیساگاتا، ناگانو را در دست داشت.
خاندان شیگه‌نو که از سه خاندان کوچکتر خاندان اوننو (海野氏)، خاندان نتسو (根津氏) و خاندان موچیزوکی (望月氏) از آن منشأ گرفته بودند، بر این ناحیه تسلط داشتند.
پس از جنگ، خاندان‌های تاکدا، خاندان سووا و خاندان موراکامی قلمرو خاندان شیگه‌نو (滋野氏)  را تقسیم کردند.